# Nuoto ai Giochi della XXXII Olimpiade - 200 metri stile libero femminili
La gara di nuoto dei 200 metri stile libero femminili dei Giochi della XXXII Olimpiade di Tokyo è stata disputata tra il 26 e il 28 luglio 2021 presso il Tokyo Aquatics Centre. Vi hanno partecipato 29 atlete provenienti da 22 nazioni.
La competizione è stata vinta dalla nuotatrice australiana Ariarne Titmus, mentre l'argento e il bronzo sono andati rispettivamente alla hongkonghese Siobhán Haughey e alla canadese Penny Oleksiak.

## Record
Prima della competizione il record del mondo e il record olimpico erano i seguenti:
| Record mondiale | 1'52"98 | Federica Pellegrini Italia  | 29 luglio 2009 Roma, Italia        |
| Record olimpico | 1'53"61 | Allison Schmitt Stati Uniti | 31 luglio 2012 Londra, Regno Unito |

Durante la competizione è stato battuto il seguente record:
| Data      | Evento | Atleta         | Nazione   | Tempo   | Record          |
| --------- | ------ | -------------- | --------- | ------- | --------------- |
| 28 luglio | Finale | Ariarne Titmus | Australia | 1'53"50 | Record olimpico |

## Programma
| Data           | Ora (UTC+9) | Turno      |
| -------------- | ----------- | ---------- |
| 26 luglio 2021 | 19:00       | Batterie   |
| 27 luglio 2021 | 10:30       | Semifinali |
| 28 luglio 2021 | 10:41       | Finale     |

## Risultati

### Batterie
| Pos. | Batteria | Corsia | Atleta                   | Nazionalità   | Tempo   | Note |
| ---- | -------- | ------ | ------------------------ | ------------- | ------- | ---- |
| 1    | 2        | 4      | Katie Ledecky            | Stati Uniti   | 1'55"28 | Q    |
| 2    | 2        | 6      | Penny Oleksiak           | Canada        | 1'55"38 | Q    |
| 3    | 4        | 4      | Ariarne Titmus           | Australia     | 1'55"88 | Q    |
| 4    | 2        | 5      | Madison Wilson           | Australia     | 1'55"87 | Q    |
| 5    | 4        | 6      | Summer McIntosh          | Canada        | 1'56"11 | Q    |
| 6    | 4        | 5      | Yang Junxuan             | Cina          | 1'56"17 | Q    |
| 7    | 3        | 6      | Barbora Seemanová        | Rep. Ceca     | 1'56"38 | Q    |
| 8    | 3        | 5      | Siobhán Haughey          | Hong Kong     | 1'56"48 | Q    |
| 9    | 3        | 2      | Isabel Marie Gose        | Germania      | 1'56"80 | Q    |
| 10   | 2        | 3      | Charlotte Bonnet         | Francia       | 1'56"88 | Q    |
| 11   | 3        | 3      | Freya Anderson           | Gran Bretagna | 1'56"96 | Q    |
| 12   | 4        | 3      | Allison Schmitt          | Stati Uniti   | 1'57"10 | Q    |
| 13   | 4        | 7      | Annika Bruhn             | Germania      | 1'57"15 | Q    |
| 14   | 2        | 7      | Erika Fairweather        | Nuova Zelanda | 1'57"26 | Q    |
| 15   | 3        | 4      | Federica Pellegrini      | Italia        | 1'57"33 | Q    |
| 16   | 3        | 7      | Valeriya Salamatina      | ROC           | 1'58"33 | Q    |
| 17   | 2        | 1      | Janja Šegel              | Slovenia      | 1'58"38 |      |
| 18   | 3        | 1      | Joanna Evans             | Bahamas       | 1'58"40 |      |
| 19   | 4        | 1      | Andrea Murez             | Israele       | 1'58"97 |      |
| 20   | 4        | 2      | Li Bingjie               | Cina          | 1'59"03 |      |
| 21   | 2        | 2      | Veronika Andrusenko      | ROC           | 1'59"17 |      |
| 22   | 3        | 8      | Snæfríður Jórunnardóttir | Islanda       | 2'00"20 |      |
| 23   | 4        | 8      | Elisbet Gámez            | Cuba          | 2'00"56 |      |
| 24   | 1        | 4      | Ieva Maļuka              | Lettonia      | 2'03"75 |      |
| 25   | 1        | 3      | Beatriz Padrón           | Costa Rica    | 2'04"56 |      |
| 26   | 2        | 8      | Nguyễn Thị Ánh Viên      | Vietnam       | 2'05"30 |      |
| 27   | 1        | 5      | Gabriela Santis          | Guatemala     | 2'07"24 |      |
| 28   | 1        | 6      | Lina Khiyara             | Marocco       | 2'08"80 |      |
| 29   | 1        | 2      | Gabriella Doueihy        | Libano        | 2'11"29 |      |

### Semifinali
| Pos. | Semifinale | Corsia | Atleta              | Nazionalità   | Tempo   | Note |
| ---- | ---------- | ------ | ------------------- | ------------- | ------- | ---- |
| 1    | 1          | 5      | Ariarne Titmus      | Australia     | 1'54"82 | Q    |
| 2    | 1          | 6      | Siobhán Haughey     | Hong Kong     | 1'55"16 | Q    |
| 3    | 2          | 4      | Katie Ledecky       | Stati Uniti   | 1'55"34 | Q    |
| 4    | 1          | 3      | Yang Junxuan        | Cina          | 1'55"98 | Q    |
| 5    | 2          | 6      | Barbora Seemanová   | Rep. Ceca     | 1'56"14 | Q    |
| 6    | 1          | 4      | Penny Oleksiak      | Canada        | 1'56"39 | Q    |
| 7    | 2          | 8      | Federica Pellegrini | Italia        | 1'56"44 | Q    |
| 8    | 2          | 5      | Madison Wilson      | Australia     | 1'56"58 | Q    |
| 9    | 2          | 3      | Summer McIntosh     | Canada        | 1'56"82 |      |
| 10   | 1          | 7      | Allison Schmitt     | Stati Uniti   | 1'56"87 |      |
| 11   | 2          | 2      | Isabel Marie Gose   | Germania      | 1'57"07 |      |
| 12   | 2          | 7      | Freya Anderson      | Gran Bretagna | 1'57"10 |      |
| 13   | 1          | 2      | Charlotte Bonnet    | Francia       | 1'57"35 |      |
| 14   | 2          | 1      | Annika Bruhn        | Germania      | 1'57"62 |      |
| 15   | 1          | 8      | Valeriya Salamatina | ROC           | 1'58"98 |      |
| 16   | 1          | 1      | Erika Fairweather   | Nuova Zelanda | 1'59"14 |      |

### Finale
| Pos.    | Corsia | Atleta              | Nazionalità | Tempo   | Note            |
| ------- | ------ | ------------------- | ----------- | ------- | --------------- |
| Oro     | 4      | Ariarne Titmus      | Australia   | 1'53"50 | Record olimpico |
| Argento | 5      | Siobhán Haughey     | Hong Kong   | 1'53"92 | Record asiatico |
| Bronzo  | 7      | Penny Oleksiak      | Canada      | 1'54"70 |                 |
| 4       | 6      | Yang Junxuan        | Cina        | 1'55"01 |                 |
| 5       | 3      | Katie Ledecky       | Stati Uniti | 1'55"21 |                 |
| 6       | 2      | Barbora Seemanová   | Rep. Ceca   | 1'55"45 |                 |
| 7       | 1      | Federica Pellegrini | Italia      | 1'55"91 |                 |
| 8       | 8      | Madison Wilson      | Australia   | 1'56"39 |                 |